# Neoromicia flavescens
Neoromicia flavescens es una especie de murciélago de la familia Vespertilionidae.

## Distribución geográfica
Se encuentra escasamente por Angola Malaui Mozambique Burundi, Uganda Somalia y Camerún.